# Manezinho Araújo
Manuel Pereira de Araújo, conhecido como Manezinho Araújo, (Cabo de Santo Agostinho, 27 de setembro de 1913 — São Paulo, 23 de maio de 1993) foi um cantor, compositor, jornalista e pintor brasileiro.

## Biografia
Era filho de José Brasilino de Araújo, um funcionário da Great Western of Brazil Railway, e de Joventina Pereira de Araújo; apesar de nascido em Cabo, passou a infância no Recife, morando com os pais no bairro da Casa Amarela; nesta cidade e ainda jovem conheceu o cantor de emboladas Minona Carneiro, de quem aprendeu a música da qual foi um dos grandes divulgadores e intérprete.
Ingresso no exército em 1930, toma parte no Golpe Militar daquele ano e, junto a um batalhão,invade a Bahia e constatam que o governo local já  havia se rendido e os militares tomado ao poder; ainda assim recebe como recompensa a promoção a sargento e uma viagem ao Rio de Janeiro onde, após algum tempo, vê-se compelido a se apresentar em cabarés para não passar fome.
Na então capital do país ele passa a se apresentar nas emissoras de rádio, vindo a ser contratado da Rádio Mayrink Veiga, onde cantava de segunda a sexta-feira, além de excursionar por vários estados do país, recebendo então o apelido de "Rei da Embolada"; também gravou jingles de produtos como "Lifebuoy" e "Óleo de Peroba".
Casado com Alaíde, conhecida como Dona Lalá, com ela monta um restaurante denominado "O Cabeça Chata", onde se apresentava aos fregueses dentre os quais personalidades nacionais e estrangeiras como Edith Piaf, Yul Brynner, Carmen Miranda ou Rachel de Queiroz.
Entre a década de 1930 e a de 1950 gravou mais de cinquenta discos em 78 rotações e quatro LPs em gravadoras como a Odeon Records da qual foi contratado por oito anos, além de ter suas composições gravadas por vários cantores do país.
Mudando-se para a capital paulista assinou contrato com a Rádio Record; além da música figurou em muitos filmes e em mais de vinte cinejornais da Atlântida Cinematográfica; teve seu maior sucesso musical com a gravação de "Dezessete e Setecentos", composta por Luiz Gonzaga e Miguel Lima, em 1945.
Na imprensa colaborou em jornais radiofônicos e com uma coluna na Revista do Rádio; em 1954 decidiu encerrar a carreira musical, e fez um show de despedida no Tijuca Tênis Clube; mas em começo da década de 1960, após dizer à esposa que era capaz de pintar melhor do que o quadro de um artista inglês que esta adquirira, e ela tê-lo desafiado a fazê-lo, começou a pintar de modo totalmente empírico, inicialmente com guache e depois a óleo, num estilo classificado como "primitivo puro", realizando trabalhos que evocavam paisagens da infância à maturidade, retratando imagens do Nordeste como marinhas, palafitas, baianas — vindo a ser consagrado no estilo e a se tornar um dos mais conceituados no país; realizou mais de trinta exposições, tendo duas de suas obras expostas no acervo da Fundação Calouste Gulbenkian, em Lisboa.

## Musicografia principal

Manezinho Araújo, em 1972.

Dentre as principais obras musicais do artista estão:
- Adeus, Pernambuco, com Hervé Cordovil - gravação por Luiz Gonzaga (1952) e depois Gilberto Gil e Manezinho Araújo.
- Ai!, Maria, Luperce Miranda e Minona Carneiro (1944)
- Coitadinho do Manezinho, Manezinho Araújo (1939)
- Como tem Zé lá na Paraíba, Catulo de Paula e Manezinho Araújo - Jackson do Pandeiro (1962)
- Cuma é o nome dele?, Manezinho Araújo (1956)
- Dezessete e setecentos, Luiz Gonzaga e Miguel Lima (1945)
- Há sinceridade nisso?, Dozinho, Carvalhinho e Manezinho Araújo - César de Alencar (1952)
- Mulher rendeira, domínio público (1937)
- O carreté do coroné, Manezinho Araújo (1939)
- O chamego da Guiomar, Luiz Gonzaga e Miguel Lima (1945)
- Pra onde vai, valente?, Manezinho Araújo (1934)
- Quando eu vejo a Margarida, Manezinho Araújo (1939)
- Segura o gato, José Carlos Burle e Manezinho Araújo (1936)
- Vatapá, Manezinho Araújo (1956)

## Trabalho pictórico
Publicou em 1968 um catálogo contendo serigrafias, que teve apresentação feita por Aldemir Martins.
Sua última exposição ocorreu em 1977, no Rio de Janeiro, uma mostra individual no Museu da Imagem e do Som.